# Qabatiya
Qabatiya (àrab: قباطية, Qabāṭiyya) és una ciutat palestina de la governació de Jenin, a Cisjordània, al nord de la vall del Jordà. Segons el cens de l'Oficina Central Palestina d'Estadístiques tenia 19.197 habitants en 2007. La superfície total és de 50.547 dúnams (50,5 km²) i està situada aproximadament a 256 metres sobre el nivell de mar. Qabatiya és famosa per les seves oliveres, la seva agricultura moderna i la seva indústria de pedra calcària.

## Demografia
La població de Qabatiya (1922 - 2007) :

## Història
En Qabatiya s'han trobat restes de ceràmica dels períodes persa, hel·lenístic, romà (tant primer com a tardà), romà d'Orient, musulmà i medieval. Un viatger musulmà del segle xii d. de C. la va esmentar com "un poble en el districte de Jenin".

### Època otomana
En 1517, els otomans van incorporar el poble de Qabatiya al seu imperi juntament amb la resta de Palestina i, en 1596, apareixia en els registres d'impostos otomans com una nàhiya o subdistricte de Jabal Sami, part del sanjak de Nablus. Tenia una població de 89 llars i 18 solters, tots musulmans, i pagava una taxa fixa d'impostos del 33,3% sobre els productes agrícoles, inclosos blat, ordi, cultius d'estiu, oliveres, cabres i ruscs, a més d'ingressos ocasionals, fins a un total de 14.920 akçe. La meitat de la recaptació anava al Tarabay Bei de Lajjun. En 1693 (1105 segons l'hègira) Abd al-Ghani al-Nabulsi esmentava Qabatiya com un poble en la carretera de Nablus a Jenín.
En 1838, Edward Robinson va considerar que era un poble molt gran, envoltat per oliveres molt extenses i belles, mentre que en 1850 la van descriure com envoltada de jardins, construïts en el vessant d'un turó, cobert d'oliveres.
En 1870, l'explorador francès Victor Guérin va trobar jardins al voltant de Koubatieh plantats amb figueres, oliveres i magraners, amb verdures dessota. Era un poble gran, dividit en diverses zones sota la jurisdicció de diferents xeics. També va comentar que “Kubataieh se situa en un turó rocós, els vessants del qual es troben foradats per nombroses cisternes d'origen antic, algunes de les quals estan parcialment plenes i en mal estat; d'altres encara són usades pels vilatans. Les obertures d'aquestes últimes estan tancades amb grans pedres rodones en forma de pedres de molí, foradades al centre. Aquesta segona obertura es tanca amb una altra pedra, que es retira per treure l'aigua. Aquest sistema de pous i cisternes tancats mitjançant una pedra és de gran antiguitat.”
En 1882, la Fundació per a l'Exploració de Palestina va descriure Qabatiya en el seu Estudi sobre Palestina Occidental com un gran llogaret de pedra sobre un vessant, a l'est d'una petita plana plena d'oliveres. Té un lloc sagrat cap al sud (Sheikh Theljy), i un bon jardí de tarongers prop del llogaret".

### Mandat Britànic de Palestina
En el cens de Palestina de 1922, dut a terme per les autoritats del Mandat Britànic, Qabatiya tenia 1.803 habitants, 1.799 d'ells musulmans i 4 cristians ortodoxos. La seva població havia crescut en el cens de 1931, aleshores tenia 2.447 persones que vivien en 551 cases. A excepció de dos cristians, la població era totalment musulmana.
En el cens de 1945, la població de Qabatiya (incloent Kh. Tannin) era de 3.670 musulmans que posseïen 50.547 dúnams (5.054,7 hectàrees) de terra segons una enquesta oficial de terra i població. D'aquests, 9.542 dúnams eren per a plantacions i terra irrigable, 21.464 per a cereals, 113 dúnams eren considerades terrenys urbans i 19.428 dúnams estaven classificats com "no cultivables".

### Ocupació jordana
En finalitzar la guerra araboisraeliana de 1948, i després del armistici de 1949, tota la zona de Jenín i la resta de Cisjordània van quedar sota control jordà.

### Ocupació israeliana
Després de la Guerra dels Sis Dies en 1967, Qabatiya i tota Cisjordània, així com la Franja de Gaza, Jerusalem Est i els Alts del Golan, van quedar sota un règim d'ocupació militar israeliana.
Un nen de 4 anys i una nena de 3 de Qabatiya van morir el 5 de maig de 2002 per les ferides rebudes en un bombardeig israelià. Es deien Basel i Abeer Muhammad Yousef Zakarna, i la seva mare també va morir amb ells. El 26 de desembre de 2002, l'exèrcit israelià matava a trets a Qabatiya a Yussef Mohamed Jalil Abú al-Rabb, de 35 anys i dirigent del Gihad Islàmic palestí, quan es disposava a detenir-lo. Dos palestins més, un d'ells amb un trastorn mental, van morir durant una incursió israeliana en Qabatiya el 15 de gener de 2003. El 15 de setembre de 2004, un tret de forces secretes israelianes matava Fawaz Fakhri Fawaz Zakarna, de 17 anys, en el curs de l'assassinat selectiu del seu germà. Mujahid al-Samadi, un adolescent de Qabatiya amb una discapacitat psíquica, moria abatut per trets de l'exèrcit israelià durant una incursió. Era el 15 de febrer de 2006, tenia 15 anys i portava una pistola de joguina a la mà. El 27 de novembre de 2006, un jove de 25 anys i una dona de 50 morien per trets de l'exèrcit israelià a Qabatiya. El jove, Abdel Razek Nasser, era un dirigent dels Comitès de Resistència Popular, mentre que la dona caminava al seu costat i va acudir a assistir-lo quan va ser també abatuda.
El 5 de febrer de 2009, 'Alaa 'Issam Sharif Abu a-Rob, de 22 anys i membre de l'ala militar del Gihad Islàmic, va morir quan soldats israelians van assaltar la seva casa i li van disparar poc abans de volar-la. El 31 d'octubre de 2013, un jove palestí de 20 anys anomenat Ahmad Tazaz’ah va morir per un tret en el pit d'un soldat israelià durant una operació per detenir sospitosos en Qabatiya. Segons l'ONG israeliana B'Tselem, hi ha serioses sospites que l'exèrcit israelià va utilitzar una força desmesurada en l'acció, la qual cosa va portar a la mort d'Ahmad, que treballava en una parada de verdures en un mercat proper. El 26 de juliol de 2014, Bassem Sati Sadeq Abu a-Rob, de 18 anys, moria d'un tret en el pit poc després de llançar un còctel molotov a soldats israelians durant una manifestació contra la guerra de Gaza de 2014. El 24 d'octubre de 2015, un adolescent de 17 anys anomenat Ahmad Muhammad Sa'id Kamil moria abatut per trets d'un guàrdia de seguretat en el pas fronterer de Jalameh quan suposadament intentava acoltellar diversos guàrdies de seguretat. El 30 d'octubre de 2015, Qassem Mahmoud Qassem Saba'aneh (19 anys) moria per trets d'una policia fronterera després d'apunyalar a un altre policia del mateix cos. Un dia després, el 31 d'octubre, moria Mahmoud Talal Mahmoud Nazzal, de 17 anys, quan suposadament intentava apunyalar diversos guàrdies de seguretat en el pas fronterer de Jalameh. En el mateix lloc moria l'endemà passat Ahmad 'Awad Muhammad Abu a-Rob, de 16 anys, abatut per trets de soldats israelians després de treure suposadament un ganivet just quan anaven a escorcollar-lo. El 27 de desembre de 2015, Nur a-Din Muhammad 'Abd al-Qader Saba'aneh i Muhammad Rafiq Hussein Saba'aneh, de 17 i 23 anys respectivament, morien abatuts en el lloc fronterer de Huwarah quan un d'ells es disposava a treure un ganivet abans de ser registrat. El 3 de febrer de 2016 morien Ahmad Najeh Isma'il Nassar, Muhammad Ahmad Muhammad Kmeil i Ahmad Najeh 'Abd a-Latif Abu a-Rob, de 19, 19 i 20 anys respectivament, després d'atacar dos policies de fronteres a la Ciutat Vella de Jerusalem, un dels quals va resultar també mort. El 21 de febrer de 2016, Qusai Diab Fouad Abu a-Rob, de 16 anys, moria dins d'un complex militar a l'entrada del llogaret de Beita al que havia accedit seguint les ordres de soldats israelians. Un portaveu de l'exèrcit israelià va declarar amb posterioritat que Qusai havia intentat apunyalar als soldats. El 24 d'agost d'aquest mateix any va morir Sari Muhammad Ahmad Ghrab prop del llogaret de Madama. Tenia 26 anys i, segons fonts israelianes, havia intentat apunyalar al soldat que li va disparar. El 31 d'octubre de 2016 va morir prop de Ramallah un jove de 25 anys, Muhammad 'Abd al-Khaleq Rida Turkman, pels trets de soldats israelians als quals havia disparat prèviament.
Al juliol de 2016 va haver-hi enfrontaments entre palestins i l'exèrcit israelià durant la demolició de la casa d'un home acusat d'estar implicat en un atac a Jerusalem. L'exèrcit israelià va informar que el comboi militar que duia a terme la demolició va ser atacat amb còctels molotov i foc de pistoles improvisades. Fonts oficials palestines van informar de sis palestins ferits en el xoc, mentre que l'exèrcit israelià va confirmar haver abatut tres palestins. Israel considera la demolició de cases de suposats terroristes com un mètode útil per restringir la violència, mentre que els palestins i diversos grups de drets humans ho condemnen com una forma de càstig col·lectiu. Recentment, en el context del assassinat de Mohamed Abu Judeir, representants de l'estat d'Israel han argumentat que, a diferència de les dels palestins, les cases dels terroristes jueus no han de ser demolides, ja que el terrorisme jueu no requereix aquesta mesura de contenció.